# Elyra bilineata
Elyra bilineata là một loài bướm đêm trong họ Noctuidae.